# Sam Tuitupou

a Compétitions nationales et continentales officielles uniquement.

b Matchs officiels uniquement.
Dernière mise à jour le 22 juillet 2019.
 Samuel (Sam) Tuitupou, né le 1er février 1982 à Auckland, est un joueur de rugby à XV néo-zélandais qui a joué avec les All-Blacks au poste de trois-quarts centre (1,75 m).

## Carrière

### Club et Province
- 2002-2005 : Blues et province de Auckland
- 2006 : Chiefs
- 2007 : Blues
- 2007-2010 : Worcester Warriors
- 2010-2011 : Munster
- 2011-2017 : Sale Sharks
- 2017-2019 : Coventry RFC

Il a débuté avec la province de Auckland en 2002.
Tuitupou a débuté dans le Super 12 en 2001. Il a disputé dix matchs de Super 12 en 2004 et six en 2005.
En 2007, il dispute le Super 14 avec les Blues.

### En équipe nationale
Il fut capitaine de l’équipe de Nouvelle-Zélande des moins de 19 ans qui fut championne du monde en 2001, et de celle des moins de 21 ans qui remporta aussi le titre en 2004.
Il a disputé son premier test match le 12 juin 2004 contre l'équipe d'Angleterre.
Il a aussi disputé quatre matchs avec les Māori de Nouvelle-Zélande.

## Palmarès

### Club et province
- 51 matchs de Super 12.
- Champion du National Provincial Championship avec Auckland en 2003 et 2005.
- Vainqueur du Super 12 en 2003 avec les Blues.

### Équipe nationale
- Nombre de matchs avec les Blacks : 9 entre 2004 et 2006.

## Statistiques

### En équipe nationale
De 2004 à 2006, Sam Tuitupou compte 9 sélections avec les All-Blacks, inscrivant 5 points. Avec les Kiwis, il dispute deux éditions du Tri-nations en 2004 et 2006.